# بافي سانت ماري
بافي سانت ماري، حاصلة على الوسام الكندي، (وُلِدَت بافرلي سانت ماري، في العشرين من فبراير عام 1941)، مطربة وشاعرة غنائية من الشعوب الكندية الأمريكية الأصلية، عازفة، مؤلفة ألحان حائزة على جائزة الأوسكار، فنانة بصرية، مُربية، داعية سلام وناشطة مدنية. من خلال مهنتها في نطاقات العمل هذه جميعًا، برز عملها في المسائل التي تواجه السكان الأصليين في الأمريكتين. تضمنت مجموعة أغانيها ومؤلفاتها أيضًا مواضيع عن الحب، الحرب، الدين والتصوف. نالت تقديرات وجوائز وإجلال بسبب موسيقاها وعملها في التعليم والنشاط المدني.
أصبحت بافي سانت ماري في عام 1983 أول فرد ينال جائزة الأوسكار من الشعوب الأصلية. حصلت الأغنية الخاصة بها، «إلى أين نحن ننتمي؟» التي جرى تأليفها بالشراكة من أجل فيلم «ضابط ورجل نبيل» على كل من جائزة الأوسكار لأفضل أغنية أصلية في الدورة الخامسة والخمسين لجوائز الأوسكار وكذلك جائزة غولدن غلوب لأفضل أغنية أصلية.
أنشأت في عام 1997 مشروع كريدلبورد التعليمي، وهو وسيلة تعليمية ثقافية مكرَّسة لإدراكٍ أفضل للأمريكيين الأصليين.

## حياتها الشخصية

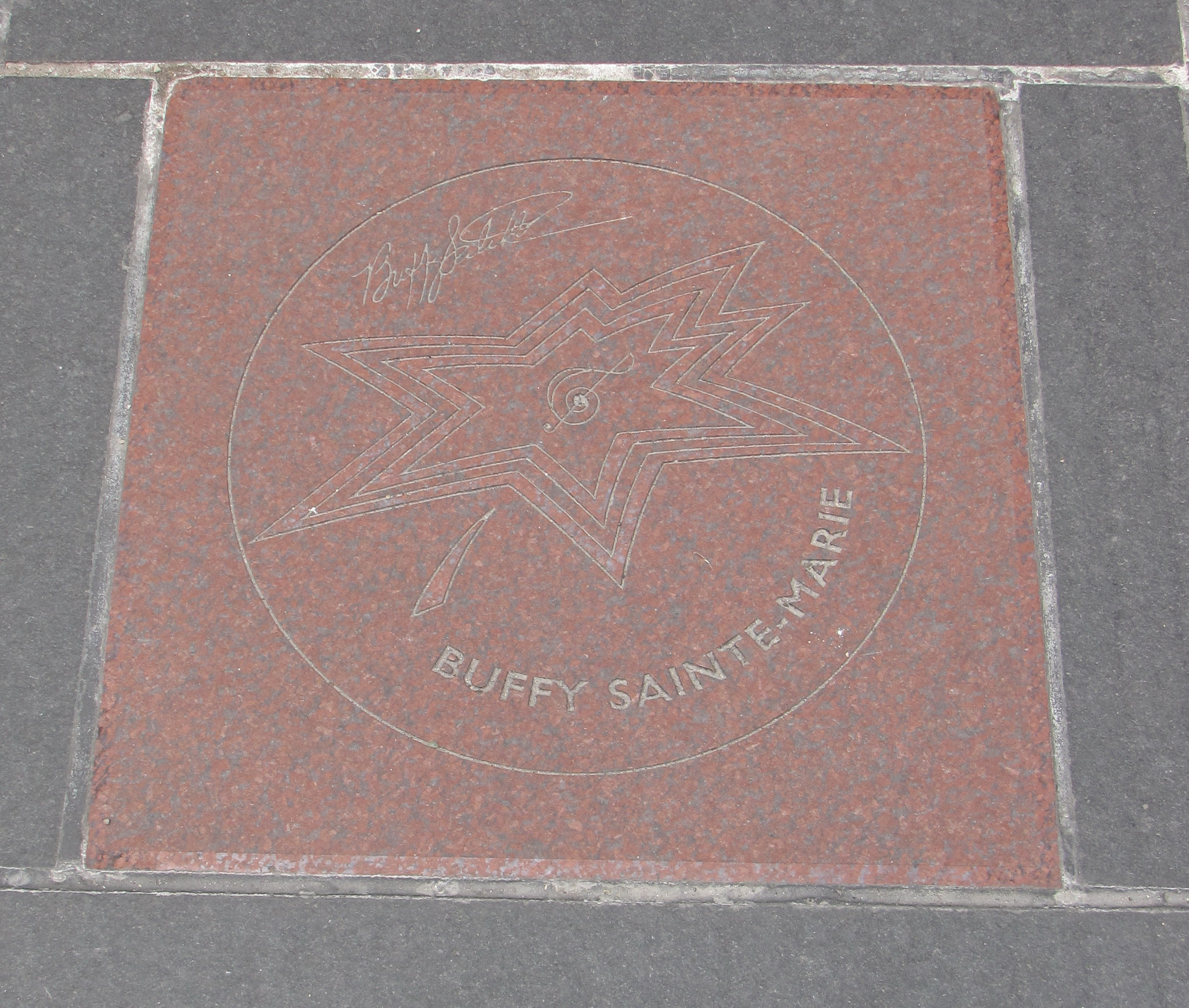
نجمة بافي سانت ماري في ممشى المشاهير في كندا

وُلِدَت بافي سانت ماري في عام 1941 في المحمية الهندية بيابوت 75 الواقعة في وادي كوابيل، مقاطعة ساسكاتشوان، كندا. تُرِكت وهي طفلة صغيرة وحينذاك اتُخذت ابنة من قبل الزوجين آلبرت ووينيفرد سانت – ماري من نَسَب الميكماك، في مدينة ويكفيلد، في ولاية ماستاشوستس الأمريكية. انضمت إلى جامعة ماستاشوستس أمهيرست، ونالت شهادات في التدريس والفلسفة الشرقية وأُدرِجت ضمن العشرة الأوائل في صفها.
في عام 1964، رُحّب بها في رحلة الإياب إلى محمية بيابوت كري في كندا من أجل حدث «بو وأو» (باعتبارها من ضمن أمة كري)، من قبل النجل الأصغر لرئيس بيابوت، إميل بيابوت وزوجته كلارا ستاربلانكت بيابوت، ما زاد من قيمتها ومكانتها الثقافية في الثقافة المحلية.
تزوجت في عام 1968 من مدرب ركوب الأمواج دوين بوغبي من هاواي؛ انفصلا في عام 1971. في عام 1975، تزوجت من شيلدون ولفتشايلد من ولاية مينيسوتا، لديهم ولد واحد وهو داكوتا «كودي» ستاربلانكت ولفتشايلد. انتهى ذلك الزواج أيضًا بالانفصال. تزوجت من جاك نيتشه، شريكها في تأليف أغنية إلى أين نحن ننتمي، في التاسع عشر من مارس عام 1982. مات بسبب سكتة قلبية في الخامس والعشرين من أغسطس عام 2000. تسكن في هاواي منذ عام 2007.

رغم أنها لم تعتنق الديانة البهائية، إلا أنها صارت رفيقة فعالة للدين البهائي وظهرت في الحفلات الموسيقية والمؤتمرات والمعاهدات لهذا الدين. في عام 1992، ظهرت في حدث الافتتاحية الموسيقية للندوة البهائية العالمية، وهو حفل موسيقي مزدوج مع نشر فيديو وثائقي. ظهرت سانت ماري في العرض التلفزيوني للمقدِّمة ديني بيتي تفسر الإلهام التصاعدي للتعليم البهائي. ظهرت أيضًا في عام 1985 في فيديو بعنوان «مونا مع الأطفال» من إخراج دوغلاس جون كاميرون. ومع ذلك، على الرغم من أنها تؤيد المعنى العالمي للدين إلا أنها لا تؤمن بدين محدد.
«منحتُ الناس البهائيين الكثير من المساندة في ثمانينيات وتسعينيات القرن العشرين... رغم أنهم أشخاص من جميع الأديان، هناك شيءٌ ما لفتني إليهم... أنا لا أتبع أي دين. أملك مُعتقدًا دينيًا أو مُعتقدًا روحانيًا كبيرًا ولكن برغم ذلك أشعر أنَّ الدين... هو الشيء الأول الذي يستخدمه المبتزون... لكن هذا لا يجعلني أتحول ضد الدين». 

## مهنتها
تعزف سانت ماري على البيانو والغيتار، تعلمت ذاتيًا، في طفولتها ومراهقتها. كان رصيد الأغاني الخاصة بها في الكلية: «حنانيا» الرثاء الهندي، «الآن بعد أن ذهب بافالو» و«مايو ستو هون» (جميعها بالهندية) في ذلك الوقت.

### ستينيات القرن العشرين

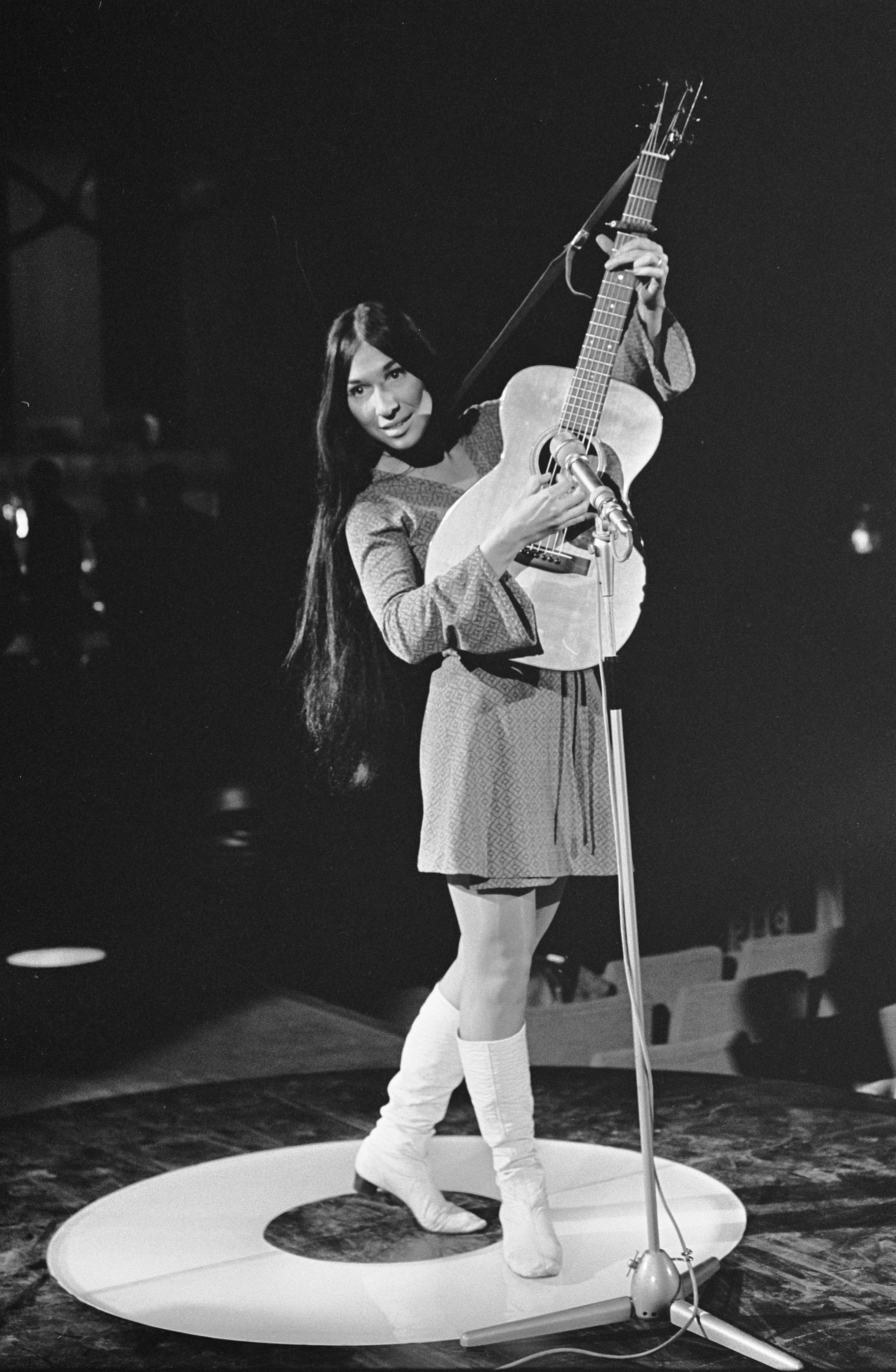
جانب من أداء لسانت ماري في هولندا عام 1968

في عام 1962، ذهبت في جولة بمفردها في بداية عشرينياتها، نمَّت براعتها وأدّت عروضًا في صالات الحفلات الموسيقية المتنوعة، والمهرجانات الموسيقية الشعبية وحجوزات الأمريكيين الأصلين عبر الولايات المتحدة وكندا وخارج البلاد. قضت فترة هامة من الزمن في مقاهي منطقة يوركفيل القديمة وسط مدينة تورنتو وفي قرية غرينتش في مدينة نيويورك كجانب من المشهد الاجتماعي من بداية إلى منتصف ستينيات القرن العشرين، جنبًا إلى جنب مع زملاء كنديين مستجدين آخرين مثل ليونارد كوهين، نيل يونغ وجوني ميتشل. (عرَّفت أيضًا ميتشل بإليوت روبرتس، الذي صار مدير جوني).
في عام 1963، شُفيت سانت ماري من التهاب الحنجرة، وصارت مدمنة على دواء الكودين واستعادت عافيتها من تلك التجربة التي كانت المبدأ الأساسي لأغنية «كودين»، وأعيد إحياء غنائها من قِبل دونوفان، جانيس جوبلين، فرقة المشعوذين، فرقة كويكسلفر ماسنجر سيرفيس، فرقة مان، فرقة ذا ليتر، فرقة ذا ليفز، مجموعة جيمي غليمر، غرام بارسونز، تشارلز بروتوس مكلاي، فرقة ذا باراكودس (تكتب «كودين»)، فرقة ذا غولدن هورد، نيكول آتكينز وكورتني لوف. أيضًا في عام 1963، شاهدت الجنود الجرحى العائدين من حرب فيتنام في الوقت الذي كانت فيه حكومة الولايات المتحدة تنكر تدخلها – فكانوا مصدر وحي أغنيتها المعارضة باسم الجندي العالمي التي أُطلِقت في أول ألبوم لها بعنوان هذا طريقي من قِبل شركة التسجيلات فانكارد في عام 1964. وحقق نجاحًا فيما بعد لكل من دونوفان وغلين كامبل.
بعد ذلك لقبتها مجلة بيلبورد بأفضل فنانة جديدة. شمل ألبومها لعام 1966 بعض أغانيها: «الآن بعد ذهاب بوفالو» (1964) و«بلدي: شعبكِ يموت» (1964) الذي ينقل المعاملة السيئة للأمريكيين الأصليين التي خلقت الكثير من الجدل في ذلك الوقت. في عام 1967، أطلقت ألبوم «النار والأسطول وضوء الشمع الخافت» من ضمنه أغنية «ليك ويك ديرج». من أغاني سانت ماري المعروفة الأخرى: «سيدي ألا تستطيع الرؤية»، (أفضل أربعين أغنية أمريكية ناجحة عام 1972); أغنية راعي البقر الهندي في روديو والأغنية الرئيسية للفيلم الشهير العسكري الأزرق. في عام 1965، ظهرت في السلسلة التلفزيونية بيت سيغر رينبو كويست مع بيت سيغر، وفي العديد من الإنتاجات الكندية التلفزيونية المختلفة من فترة الستينيات إلى التسعينيات وعروض تلفزيونية أخرى أمريكية مثل منصة الفرق الموسيقية الأمريكية، وقطار الروح، وبرنامج جوني كاش شو، وبرنامج الليلة مع جوني كارسون؛ أدت الأغنية الافتتاحية «لعبة الدائرة» (كتبها جوني ميتشل) في فيلم ستورات هاغمان في عام (1970). غنّت ومثّلت في الحلقة العشرين بعنوان «رقص التزاوج للعشب الناعم» في السلسلة التلفزيونية «ثم أتى برونسون».
استخدمت في نهاية ستينيات القرن العشرين الآلة الموسيقية الإلكترونية بوتشلا لتسجيل ألبوم بعنوان «التنوير» لم ينل اهتمامًا كبيرًا. وكان أول ألبومًا رباعيًا كليًا. [بحاجة لمصدر]

### سبعينيات القرن العشرين

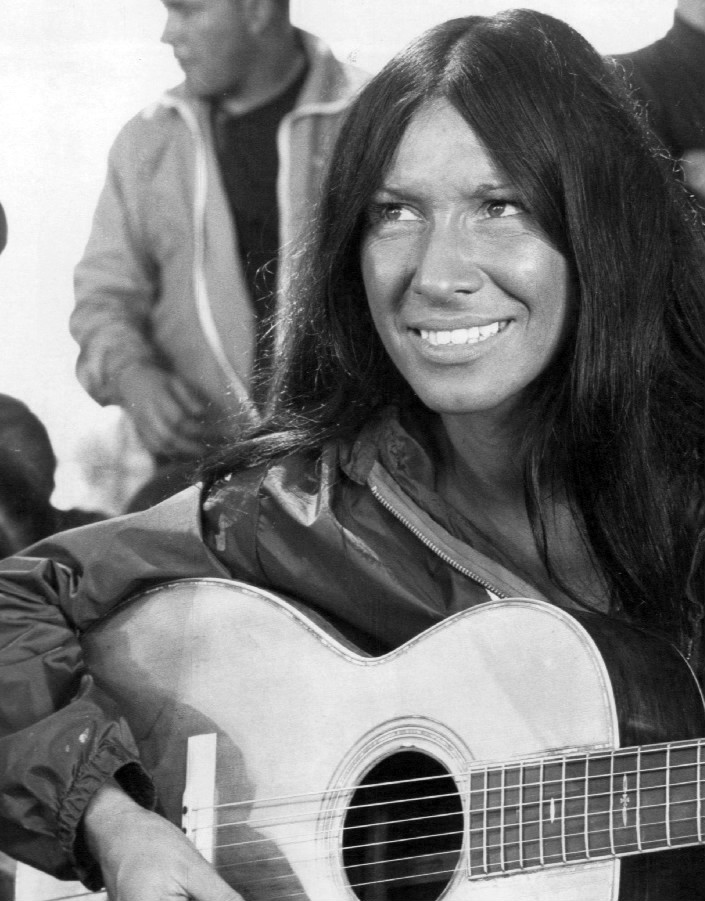
سانت ماري في عام 1970

في نهاية عام 1975، استقبلت سانت ماري اتصالًا هاتفيًا من منتجة سلسلة برامج شارع السمسم دولسي سنجر من أجل الظهور كضيفة لمشهد واحد في البرنامج. قالت سانت ماري لسنجر أنها لا ترغب في أداء برنامج تلفزيوني للأطفال، لكنها غيَّرت رأيها بعد هذا السؤال «هل أنجزتِ أي برمجة للأمريكيين المحليين؟» طلبت سنجر منها عَدّ وسرد الحروف الأبجدية لكن بافي رغبت في تعليم مشاهدي البرنامج الصغار أنَّ «الهنود باقون حتى الآن». بدت في برنامج شارع سمسم بصورة دائمة خلال مدة الخمس سنوات من عام 1976 حتى عام 1981. أرضعت سانت ماري طفلها الأول، داكوتا «كودي» ستاربلانكيت ولفتشايلد، في حدث 1977، والذي وِثِّق كأول تصوير للرضاعة يُعرض على الهواء في شاشة التلفاز. حتى إن برنامج شارع السمسم عرض على الهواء أسبوعًا من العروض في يناير عام 1978 من منزلها في هاواي.
كانت ألينا ريد أقرب صديقة لسانت ماري من طاقم عمل شارع السمسم، التي جسدت دور أوليفيا روبنسون في البرنامج وفيما بعد أصبحت عضوًا في طاقم العمل لبرنامج 227.
في عام 1979، عرض فيلم روح الرياح الحصيلةَ الموسيقية الأصلية لسانت ماري بما فيها أغنية روح الرياح التي كانت واحدة من بين ثلاث أغان مشاركة في مهرجان كان السينمائي. تدور أحداث الفيلم الوثائقي عن جورج آتلا، أفضل كلب فائز في رياضة العدو السريع على الإطلاق; والذي يقدمه الفيلم مع كل الأجزاء التي مُثِلت من قِبل الأمريكيين الأصليين عدا واحدًا من قِبل سليم بيكنس. ظهر الفيلم في بداية ثمانينيات القرن العشرين على تلفزيون كابل وأُطلِق في فرنسا عام 2003.[بحاجة لمصدر]

### ثمانينيات القرن العشرين
شرَعت سانت ماري في بداية الثمانينيات باستعمال أجهزة الحواسيب آبل II وماكنتوش لتسجيل الموسيقا الخاصة بها وفيما بعد بعضًا من فنها البصري. حازت أغنية إلى أين نحن ننتمي (التي كتبتها سانت ماري بالشراكة مع ويل جينينغز والموسيقي جاك نيتشه) وغناها جو كوكر وجنيفر وارنز بفيلم ضابط ورجل نبيل، حازت على جائزة الأوسكار عن فئة أفضل أغنية بالنسخة الأصلية لعام 1982.
في بداية ثمانينيات القرن العشرين، اعتُمدت إحدى أغانيها الأصلية كأغنية رئيسية في المسلسل التلفزيوني المحلي سبريت باي من قبل شبكة سي بي سي التلفزيونية. كانت ضمن طاقم العمل في فيلم «الأصفاد المحطمة» الذي يُعرض على شبكة تي إن تي 1993 التلفزيونية والذي صُوِر كليًا في ولاية فيرجينيا. في عام 1989، ألَّفَت وعزفت الموسيقا في فيلم «حيث تعيش الروح»؛ فيلم حول خطف الأطفال الأصليين وإكراههم لدخول المدارس الداخلية.

### تسعينيات القرن العشرين

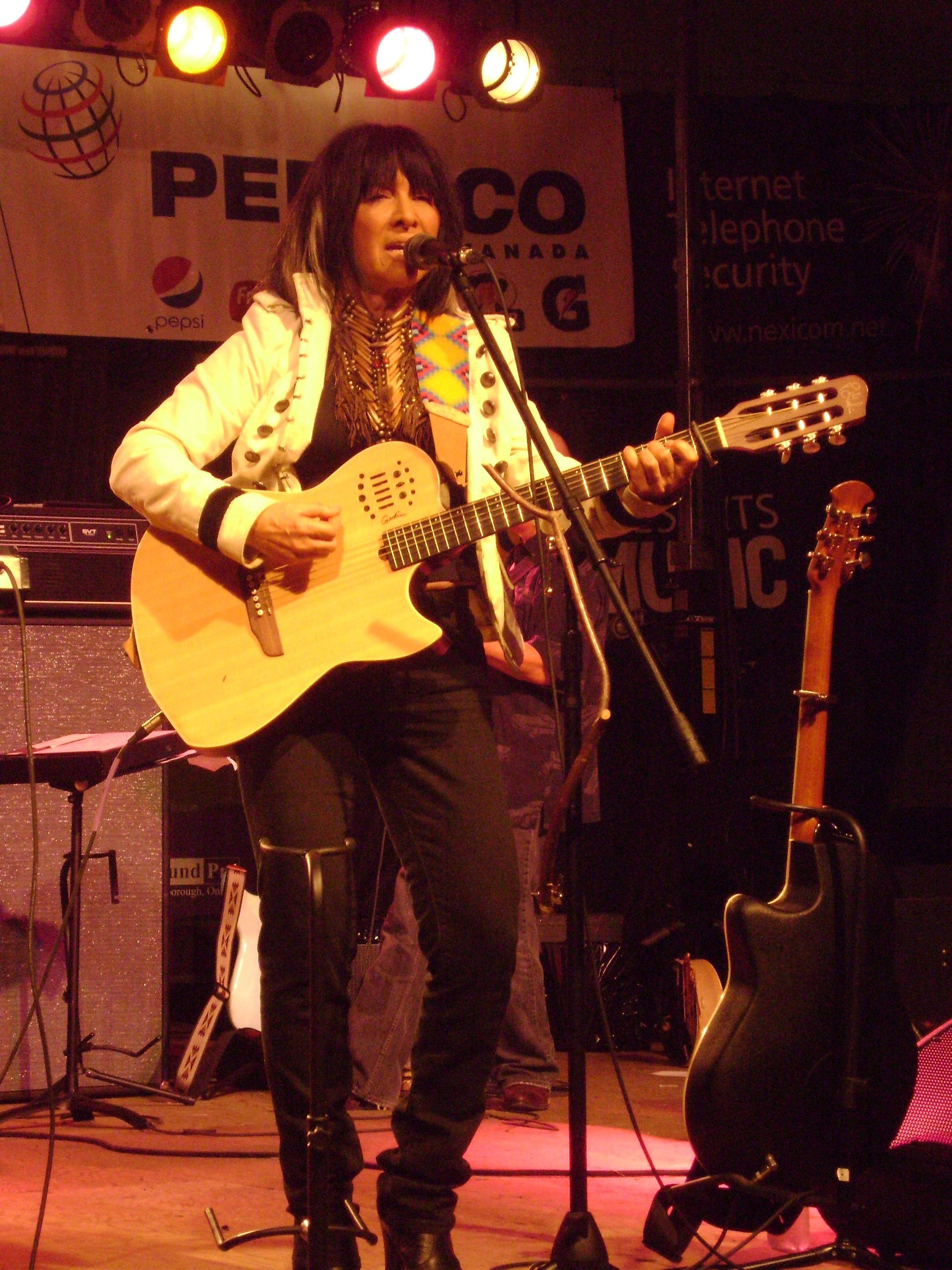
بافي سانت ماري تعزف في مهرجان بيتربورو الصيفي للأضواء في الرابع والعشرين من يونيو عام 2009

أدت سانت ماري صوت شخصية شايان، كيت بيجد في المسلسل التلفزيوني سن أوف ذا مورننج ستار في عام 1991، وهو يروي الطرف الهندي في معركة لتل بيج هورن، والتي قُتِل فيها الكولونيل جورج كاستر.
بعد انقطاع التسجيل لمدة ستة عشرة سنة، أطلقت سانت ماري في عام 1992 ألبومًا بعنوان «صدفة وقصص محتملة». سُجِل على جهاز حاسوبها في البيت في هاواي وأُرسل بواسطة المودم خلال الإنترنت للمنتج كريس بيركيت في لندن، إنجلترا، شمل الألبوم الأغاني المهمة سياسيًا «الكبار يبتعدون» و«أدفن قلبي في الركبة الجريحة» (التي تشير إلى ليونارد بلتيير) وكلٌ منهما تتحدث عن حالة الأمريكيين الأصليين (انظر أيضًا إلى كتاب أدفن قلبي في الركبة الجريحة). في عام 1992، مثّلت سانت ماري أيضًا في الفيلم التلفزيوني الأصفاد المحطمة مع ويس ستودي وبيرس بروسنان إلى جانب البهائي الشعبي الأول فيل لوكاس. تضمن ألبومها اللاحق في عام 1996 بعنوان «التابع» مع أغنية إلى أين نحن ننتمي أعظم أغانيها الناجحة المُعاد تسجيلها في أكثر النسخ المعدلة صوتيًا وغير المُرَوّج لها، من ضمنها إعادة إطلاق أغنية الجندي العالمي. قدمت سانت ماري في متحف غلينبو في مدينة كالجاري، معرض وينيبيغ الفني، ومعرض إميلي كار في مدينة فانكوفر، ومتحف الفنون الهندية الأمريكية في سانتا في، نيو مكسيكو في عام 1995. أدت صوت الشبح في المرآة السحرية في مسلسل سعداء إلى الأبد: قصص خرافية لكل طفل، التابع للشبكة التلفزيونية إتش بي أو، الذي أبرز حكاية أمريكية أصلية بشأن قصة بياض الثلج الخرافية.
أيضًا في عام 1995، أطلقت فرقة إنديغو غيرلز نسختين معدلتين من أغنية سانت ماري المعارضة «أدفن قلبي في الركبة الجريحة» على ألبومها المبثوث على الهواء بعنوان منع التجول 1200، تبدو الأغنية في نهاية الأسطوانة الأولى تقريبًا بتصميم مباشر، أعيد تسجيلها في قاعة أتوود الموسيقية في مركز ألاسكا للفنون المسرحية في أنكوراج، ألاسكا. وُجِدَت النسخة الثانية في نهاية الأسطوانة الثانية المسجلة في الاستوديو.
أقامت سانت ماري المشروع التعليمي كريدلبورد في أكتوبر عام 1996 بالاعتماد على رصيد مالي من مؤسسة نيهوان مع مساعدة لمدة سنتين من مؤسسة دبليو. كيه. كيلوغ في مدينة باتل كريك، ميشيغان. مع إنشاء المشاريع في شعوب الموهوك، الكري، الأوجيبوا، المينوميني، الكويور دي إليني، النافاجو، الكينولت، والهاوائيون والأباتشي في إحدى عشرة ولاية، بالتعاون مع فصول غير محلية من نفس المرحلة للصفوف الابتدائية، المتوسطة والثانوية في فروع الجغرافية والتاريخ والدراسات الاجتماعية، الموسيقا والعلوم وأنتجت قرص سي دي بعنوان العلم: من خلال العيون الأمريكية المحلية.
في عام 1996، أسست صندوقًا إنسانيًا غير ربحي لمؤسسة نيهوان للتعليم الهندي الأمريكي مخصصًا لتطوير مشاركة الطلاب الأمريكيين الأصليين في التعليم. جاءت كلمة (نيهوان) من لغة كري وهي لغة الهنود الحمر ومعناها: «تحدث بلغة كري»، التي توحي بـ «كُن ثقافتك».

### العقد الأول من القرن الحادي والعشرين
قدمت سانت ماري في عام 2000 كلمة الافتتاح في جامعة هاسكل الهندية الدولية. قامت في عام 2002 بالغناء في مركز كينيدي للفضاء، من أجل المسؤول جون هارينغتون، يو إس إن (USN)، أول رائد فضاء أمريكي أصلي من أمة تشيكاساو. صارت في عام 2003 المتحدثة باسم مجموعة مشاريع المدارس المرتبطة بمنظمة اليونيسكو في كندا.
في عام 2002، اختار منتج الهيب هوب كانييه ويست نماذج من المقطوعة التي ألفتها وأدتها سانت ماري باسم لازاروس ليغنيها كاميرون وجيم جونز في مجموعة الهيب هوب «الدبلوماسيون». تسمى المقطوعة «ميت أو حي». في يونيو عام 2007، ظهرت بإطلالة استثنائية في الولايات المتحدة في مهرجان كليرووتر في كروتون آن هادسون بولاية نيويورك.
في عام 2008، أطلقت فئتين من الأقراص المضغوطة باسم بافي/ المرأة المتغيرة/ أمريكا الجميلة: التي سجلتها في أواسط السبعينيات من القرن العشرين، تتألف من ثلاثة ألبومات مسجلة استيديويًا لشركة آه بي سي للتسجيلات وشركة إم سي إيه للتسجيلات بين عامي 1974. كان هذا إعادة الإصدار الأول لهذه الأفكار. قَدِمَت سانت ماري في سبتمبر عام 2008 إلى الوسط الموسيقي في كندا مع إطلاق ألبومها الاستوديوي بعنوان «الجري لقرع الطبل» المُنتج من قِبل كريس بيركيت (منتج أفضل الألبومات لها لعام 1992 وعام 1996). شرَعَت اجتماعات هذا المشروع في استوديو سانت ماري في منزل هاواي عام 2006 وقسم منها في فرنسا. واستمرت حتى ربيع عام 2007.[بحاجة لمصدر]

### العقد الثاني من القرن الحادي والعشرين

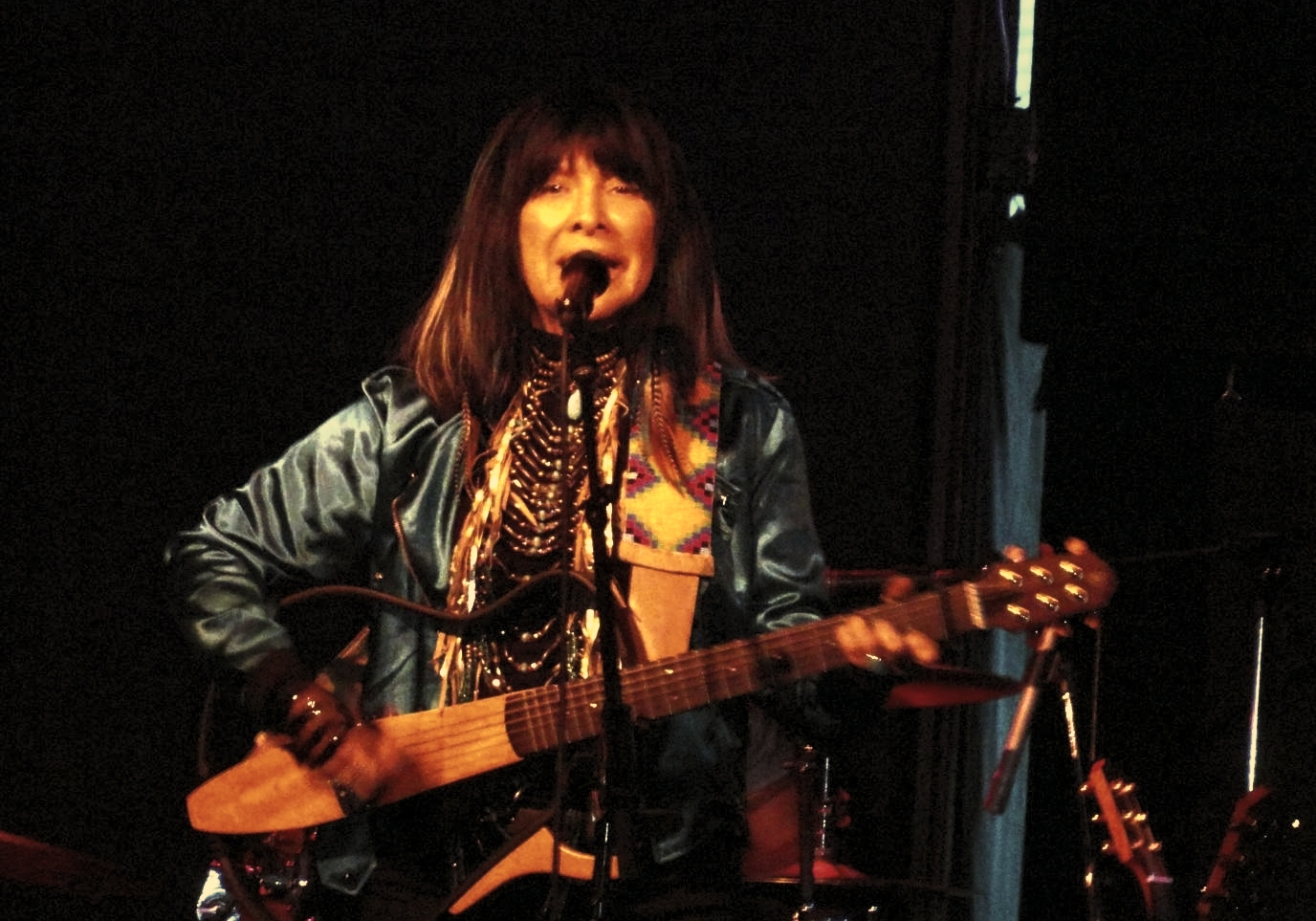
أداء سانت ماري في مسرح آيرون هورس في نورثهامبتون، ماساتشوستس، في الخامس عشر من يونيو عام 2013

أطلقت سانت ماري في عام 2015 ألبومًا بعنوان «الطاقة في الدم» من شركة «ترو نورث للتسجيلات». كان لها مقابلة تلفزيونية في الثاني والعشرين من مايو عام 2015 في برنامج الديمقراطية الآن! من أجل التحاور بشأن التسجيل وموسيقاها ومسيرتها الفعالة. اختيرت أغنية «الطاقة في الدم» في الحادي والعشرين من سبتمبر عام 2015 للفوز بجائزة بولاريس للموسيقا لعام 2015.
أطلقت أيضًا في عام 2015 مجموعة «أ ترايب كولد ريد»؛ وهي مزيج إلكتروني من أغنية «العمل من أجل الحكومة» لسانت ماري.
ذهبت سانت ماري في عام 2016 في جولة إلى شمال أمريكا مع مارك أولكسون (جيتار البيس)، أنثوني كينغ (جيتار)، ميشيل بروير (الطبول) وكيبوي توماس (آلة لوحة المفاتيح الموسيقية).
أطلقت في عام 2017 أغنية «أنتَ، اركض اركض» (روح الرياح) بالاشتراك مع رفيقتها تانيا تاغاك الحاصلة على جائزة بولاريس الموسيقية. كان مصدر إلهام الأغنية الكلب المتسابق بطل تزلج الكلاب جورج أتلا من ألاسكا.
وفقًا لما تحدَّث به البعض، سجلت صحيفة نيويورك تايمز في الخامس والعشرين من يونيو عام 2019، تلفَ لوازم بافي سانت ماري من بين مئات الفنانين في حريق استوديوهات هوليود العالمية عام 2008.
أُطلقت طبعة الذكرى السنوية الخمسون لألبوم «التنوير» لسانت ماري على الفينيل في التاسع والعشرين من نوفمبر عام 2019 من قِبل شركة كونكورد للتسجيلات، وهي الشركة التي ابتاعت شركة الناشر الأصلي للألبوم فانغارد للتسجيلات.

## إدراجها على القائمة السوداء
ادعت سانت ماري في لقاء جرى في عام 2008 في المتحف الوطني للهنود الأمريكيين بأنها أُدرجت في القائمة السوداء بواسطة محطات الراديو الأمريكية إلى جانب الأمريكيين الأصليين وأناس أصليين آخرين مشاركين في حركة القوة الحمراء، وطردت من العمل في سبعينيات القرن العشرين.
أخبرت سانت ماري في لقاء عام 1999 في جامعة دينيه صحفيًا في منصة إنديان كانتري توداي، أنها «وجدت بعد عشر سنوات، في ثمانينيات القرن العشرين، أنَّ الرئيس ليندون بي. جونسون كان يدوّن رسائل لمحطة البيت الأبيض الإذاعية يثني فيها على محطات الراديو التي تقوم بحظر الموسيقا الخاصة بي» و«في سبعينيات القرن العشرين، لم يُقمع عمل الحركة المعارضة فقط، بل اعتُدي على الحركة الأمريكية الأصلية أيضًا».
كحصيلة للقائمة السوداء التي بدأها -من بين آخرين- الرئيسان ليندون جونسون وريتشارد نيكسون، ومدير مكتب التحقيقات الفيدرالي جاي. إدغار هوفر ولاعب الدي جاي من مدينة ناشفيل رالف إميري، صرحت سانت ماري بعد إصدار فيلم «سأصبح فتاة المدينة مرة أخرى»: «طُردت من العمل في الولايات المتحدة».

## وصلات خارجية
- بافي سانت ماري على موقع IMDb (الإنجليزية)
- بافي سانت ماري على موقع الموسوعة البريطانية (الإنجليزية)
- بافي سانت ماري على موقع ميوزك برينز (الإنجليزية)
- بافي سانت ماري على موقع أول موفي (الإنجليزية)
- بافي سانت ماري على موقع قاعدة بيانات الأفلام السويدية (السويدية)
- بافي سانت ماري على موقع إن إن دي بي (الإنجليزية)
- بافي سانت ماري على موقع أول ميوزيك (الإنجليزية)
- بافي سانت ماري على موقع ديسكوغز (الإنجليزية)
- بافي سانت ماري على موقع قاعدة بيانات الفيلم (الإنجليزية)
- الموقع الرسمي
- بافي سانت ماري في قاعدة بيانات الأفلام على الإنترنت
- بافي سانت ماري التسجيلات من ديسكاغز.كوم